# Harold Sakata
Harold Sakata, właściwie Toshiyuki Sakata (ur. 1 lipca 1920 w Holualoa, zm. 29 lipca 1982 w Honolulu) – amerykański aktor i wrestler pochodzenia japońskiego. Zdobywca srebrnego medalu w podnoszeniu ciężarów na Letnich Igrzyskach Olimpijskich w Londynie w 1948.
Wystąpił jako Odd Job (Mokra Robota), ochroniarz Aurica Goldfingera, przeciwnika Jamesa Bonda w filmie Goldfinger (1964). Jako wrestler używał pseudonimu Tosh Togo.